# Bomber (음반)
| 전문가 평가 | 전문가 평가 |
| 평가 점수   | 평가 점수   |
| 출처        | 점수        |
| ----------- | ----------- |
| AllMusic    | [ 2 ]       |

《Bomber》는 영국의 헤비 메탈 밴드 모터헤드의 세 번째 스튜디오 음반이다. 1979년 10월 27일, 브론즈 레코드를 통해 발매되었는데, 이는 음반사와의 두 번째이다.

## 배경
1979년까지 모터헤드는 4년 동안 함께 했으며 펑크 집단과 헤비 메탈 집단 모두에서 충성스러운 추종자를 모았다. 유나이티드 아티스츠의 음반을 녹음한 후 1977년 데뷔 LP를 발표했지만 1979년 《Overkill》로 전성기를 맞았다. 타이틀곡은 영국 톱 40에 올랐고, 《탑 오브 더 팝스》에 다시 출연한 후, 그 해 여름 전설적인 프로듀서 지미 밀러와 함께 스튜디오로 돌아와 《Bomber》가 될 곡을 녹음했다. 하지만, 이 밴드는 이전 음반에서 그랬던 것처럼 이 곡들을 준비할 기회가 없었다.
그럼에도 불구하고 《Bomber》는 영국 음반 차트 12위를 정점으로 그 정도까지 가장 강한 성적을 거둘 것이다.

## 곡 목록
모든 곡들은 레미 킬미스터, 에디 클라크 그리고 필 테일러에 의해 작사/작곡하였다.
| #  | 제목                       | 재생 시간 |
| -- | -------------------------- | --------- |
| 1. | 〈Dead Men Tell No Tales〉 | 3:07      |
| 2. | 〈Lawman〉                 | 3:56      |
| 3. | 〈Sweet Revenge〉          | 4:10      |
| 4. | 〈Sharpshooter〉           | 3:19      |
| 5. | 〈Poison〉                 | 2:46      |

| #   | 제목                   | 재생 시간 |
| --- | ---------------------- | --------- |
| 6.  | 〈Stone Dead Forever〉 | 4:54      |
| 7.  | 〈All the Aces〉       | 3:24      |
| 8.  | 〈Step Down〉          | 3:41      |
| 9.  | 〈Talking Head〉       | 3:40      |
| 10. | 〈Bomber〉             | 3:43      |

## 인증
| 국가                       | 인증 | 판매량/출하량 |
| -------------------------- | ---- | ------------- |
| 영국 (BPI)                 | 실버 | 60,000^       |
| ^출하량을 기반으로 한 인증 |      |               |